# Radicaal 66
Radicaal 66 is een van de 34 van de 214 Kangxi-radicalen dat bestaat uit vier strepen.
In het Kangxi-woordenboek zijn er 296 karakters die dit radicaal gebruiken.

## Karakters met het radicaal 66
| Strepen | Karakter                                     |
| ------- | -------------------------------------------- |
| + 0     | 攴 攵                                        |
| + 2     | 收 攷                                        |
| + 3     | 攸 改 攺 攻 攼                               |
| + 4     | 攽 放 敌                                     |
| + 5     | 政 敀 敁 敂 敃 敄 故                         |
| + 6     | 敆 敇 效 敉 敊 敋                            |
| + 7     | 敍 敎 敏 敐 救 敒 敓 敔 敕 敖 敗 敘 教 敚 敛 |
| + 8     | 敜 敝 敞 敟 敠 敡 敢 散 敤 敥 敦 敧 敨 敩 敪 |
| + 9     | 敫 敬 敭 敮 敯 数                            |
| + 10    | 敱 敲 敳                                     |
| + 11    | 敵 敶 敷 數 敹 敺 敻                         |
| + 12    | 整 敼 敽 敾 敿                               |
| + 13    | 厳 斀 斁 斂                                  |
| + 14    | 斃                                           |
| + 15    | 斄                                           |
| + 16    | 斅 斆                                        |

Orakelbotkarakter
Groot zegelkarakter
Klein zegelkarakter